# Natalia Avelon
Pour les articles homonymes, voir Avelon.
Natalia Avelon, née Natalia Siwek à Wrocław (Pologne) le 29 mars 1980, est une actrice et chanteuse germano-polonaise.

## Filmographie partielle

### Au cinéma
- 2001 : Qui peut sauver le Far West ?
- 2007 : Das wilde Leben d'Achim Bornhak : Uschi Obermaier
- 2008 : Far Cry d'Uwe Boll

### À la télévision
- 2010 : Strike Back (série télévisée)
- 2012 : Un cas pour deux - Mort sur le ring (saison 31, épisode 9) : Pia Sommer